# Máy bay phản lực
Máy bay phản lực là loại máy bay di chuyển được nhờ các  động cơ tua bin phản lực cánh quạt .Khác với máy bay được đẩy bằng động cơ Động cơ tua bin cánh quạt,máy bay phản lực thường bay ở độ cao lớn,từ 10.000 đến 15.000 m.Các động cơ tua bin phản lực cánh quạt có thể đạt được hiệu quả lớn nhất để bay được một khoảng cách xa.Các  động cơ cánh quạt  đạt hiệu quả lớn nhất ở độ cao nhỏ hơn nhiều so với động cơ phản lực.

## Lịch sử

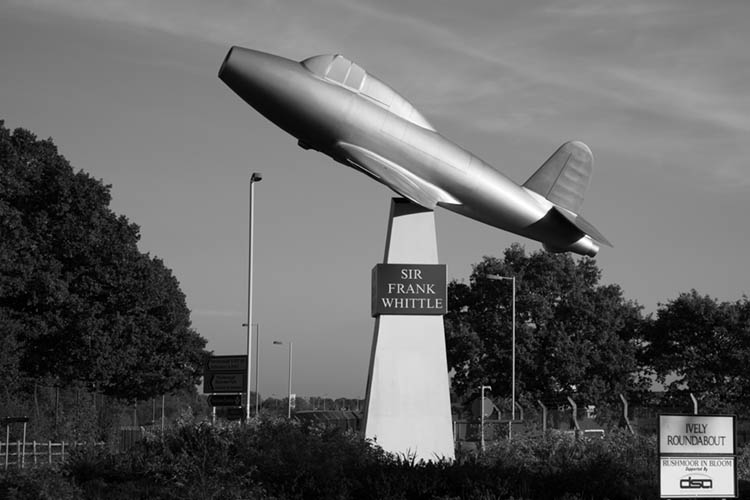
Máy bay phản lực Gloster E.28/39 được trưng bày

Loại máy bay đầu tiên dựa trên nguyên lý của động cơ phản lực là Coanda-1910, được lái bởi chính người phát minh ra nó Henri Coandă vào năm 1910. Động cơ của máy bay này khác với động cơ phản lực hiện đại, nó sử dụng một động cơ pít tông. Thật không may nó đã đâm xuống ngay trong lần trình diễn đầu tiên, tuy nhiên nó vẫn còn nguyên vẹn.
Loại máy bay phản lực đầu tiên thực sự trang bị động cơ tuabin là Heinkel He 178 (Đức), được phát triển từ năm 1936 bởi Hans von Ohain cho quân đội và được lái bởi Erich Warsitz vào 27 tháng 8 tháng năm 1939. Cùng với Frank Whittle, von Ohain được xem là cha đẻ của Động cơ phản lực không khí.
Người Anh đã bay trên máy bay Gloster E.28/39 của họ, loại được đẩy bằng động cơ của Sir Frank Whittle vào 15 tháng 5 năm 1941, do phi công Gerry Sayer điều khiển. Hoa Kỳ đã học người Anh chế tạo ra loại Bell XP-59 một dạng có động cơ Whittle được bay vào 12 tháng 9 năm 1942.
Máy bay chiến đấu phản lực đầu tiên đi vào hoạt động là Messerschmitt Me 262 do Fritz Wendel lái. Nó là loại máy bay thường nhanh nhất của Chiến tranh Thế giới lần 2 - chỉ có loại máy bay Messerschmitt Me 163 đẩy bằng động cơ rốc két là nhanh hơn. Một số lượng lớn đã bắt đầu được sản xuất vào năm 1944. Cùng thời gian đó  Meteor đã chế tạo ra đội máy bay chiến đấu phản lực.

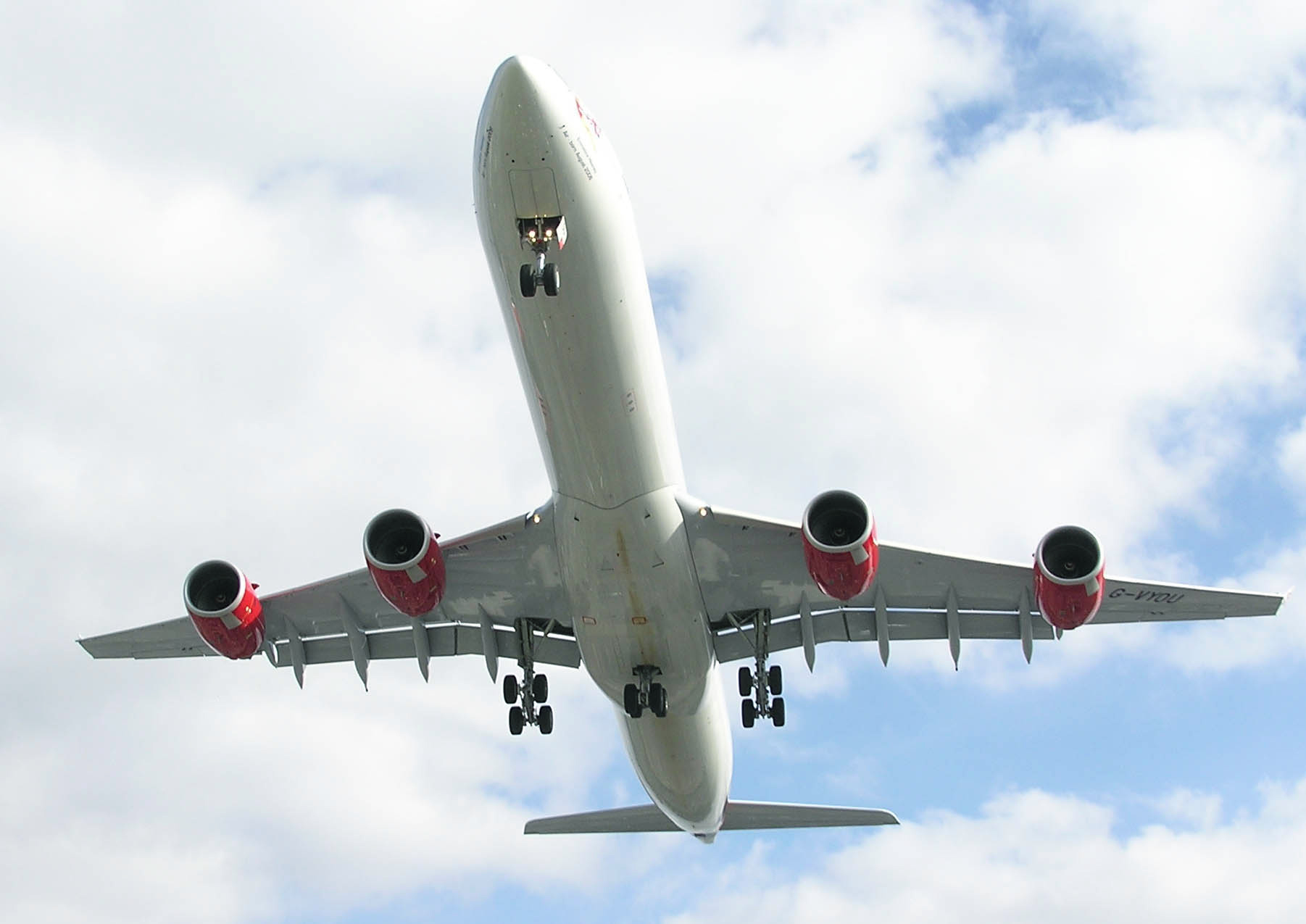
Máy bay Virgin Atlantic Airbus A340-600 đang hạ cánh